# Rebecca Soumeru
Rebecca Soumeru (Steinheim, Duitsland, 22 december 1981) is een Nederlandse softballer.
Soumeru kwam uit voor de vereniging Run '71 uit Oldenzaal, speelde daarna in 2006 voor Macerata in Italië en speelt momenteel voor de Sparks in Haarlem. Ze is werper, slaat linkshandig en gooit rechtshandig. Soumeru was lid van het Olympische team dat deelnam aan de zomerspelen van 2008 te Peking. Ze is lid van het Nederlands damessoftbalteam sinds 2001 en heeft tot op heden 50 interlands gespeeld. In 2002 werd ze verkozen tot beste werper van de hoofdklasse, in 2004 tot meest waardevolle speler en in 2005 wederom tot beste werper. 
Inmiddels is zij sinds vorig jaar zomer gestopt met softballen. Ook is er bekendgemaakt dat haar nummer 31 niet meer zal worden gebruikt bij Team Kingdom of the Netherlands.
Noémi Boekel · 
Marloes Fellinger · 
Sandra Gouverneur · 
Petra van Heijst · 
Judith van Kampen · 
Kim Kluijskens · 
Saskia Kosterink · 
Jolanda Kroesen · 
Daisy de Peinder · 
Marjan Smit · 
Rebecca Soumeru · 
Nathalie Timmermans · 
Ellen Venker · 
Britt Vonk · 
Kristi de Vries